# Епископ пећки Јеротеј
Епископ Јеротеј Гавриловић (2. септембар 1873, Тетово — 20. октобар 1946, манастир Раваница) — епископ пећки Српске православне цркве.

## Биографија
Као монах завршио је Призренску богословију, а потом је боравио више година у манастиру Милешева .
После дипломирања на Богословском факултету Атинског универзитета, био је професор Богословије и гимназије, где је служио до избора за Епископа пећког.
Године 1926. хиротонисан је за епископа. Живео у града Пећи. Манастир Пећка патријаршија је поново постало седиште Пећке патријаршије.
Године 1931. је пензионисан, а епархија му је укинута. Живео је у патријаршијском двору у Сремским Карловцима.
Други светски рат га затиче у Словенији. Након малтретирања и мучења од стране усташа у НДХ, вратио се у Београд. Неко време је живео у Београдској патријаршији, а потом се настанио у манастиру Раваници код Ћуприје.
Преминуо је 20. октобра 1946. године у манастиру Раваница и сахрањен је у припрати манастирске цркве.
Када је још за време комунизма поправљан под у манастиру, отворен његов гроб, тада су, према сећањима очевидаца, његови остаци пронађени нетрулежни, али поново сахрањени .